# Vydrany
Vydrany és un poble i municipi d'Eslovàquia que es troba a la regió de Trnava, a l'oest del país.

## Història
La primera menció escrita de la vila es remunta al 1245.

## Demografia
| Godina             | 1994 | 2004   | 2014    | 2024    |
| ------------------ | ---- | ------ | ------- | ------- |
| Nombre de persones | 1310 | 1422   | 1601    | 1904    |
| Diferència         |      | +8,54% | +12,58% | +18,92% |

| Godina             | 2023 | 2024   |
| ------------------ | ---- | ------ |
| Nombre de persones | 1886 | 1904   |
| Diferència         |      | +0,95% |